# USS Quincy (CA-71)
O USS Quincy foi um cruzador pesado operado pela Marinha dos Estados Unidos e a quarta embarcação da Classe Baltimore. Sua construção começou em outubro de 1941 nos estaleiros da Bethlehem Shipbuilding e foi lançado ao mar em junho de 1943, sendo comissionado na frota em dezembro do mesmo ano. Era armado com uma bateria principal composta por nove canhões de 203 milímetros montados em três torres de artilharia triplas, tinha um deslocamento carregado de mais de dezessete mil toneladas e conseguia alcançar uma velocidade máxima de 33 nós.
O Quincy entrou em serviço no meio da Segunda Guerra Mundial e sua primeira operação foi dar suporte de artilharia para os Desembarques da Normandia em julho de 1944, continuando nesses deveres pelo mês seguinte durante a Batalha da Normandia. Em agosto deu suporte de artilharia para a invasão do sul da França. O cruzador embarcou o presidente Franklin D. Roosevelt em janeiro de 1945 e o transportou para a Conferência de Ialta. Foi transferido para a Guerra do Pacífico, envolvendo-se em ações na Batalha de Okinawa e em bombardeios do arquipélago japonês.
A guerra terminou em agosto e o navio participou de operações iniciais da ocupação do Japão, voltando para casa em dezembro e sendo descomissionado em outubro de 1946. O Quincy permaneceu na reserva até ser recomissionado em janeiro de 1952 para ser usado na Guerra da Coreia. Ele atuou como escolta para grupos de porta-aviões no decorrer de 1953 até o final do conflito, sendo novamente descomissionado em julho de 1954. O cruzador permaneceu inativo na reserva até ser removido do registro naval em 1973 e enviado para desmontagem no ano seguinte.